# Arquitetura high-tech

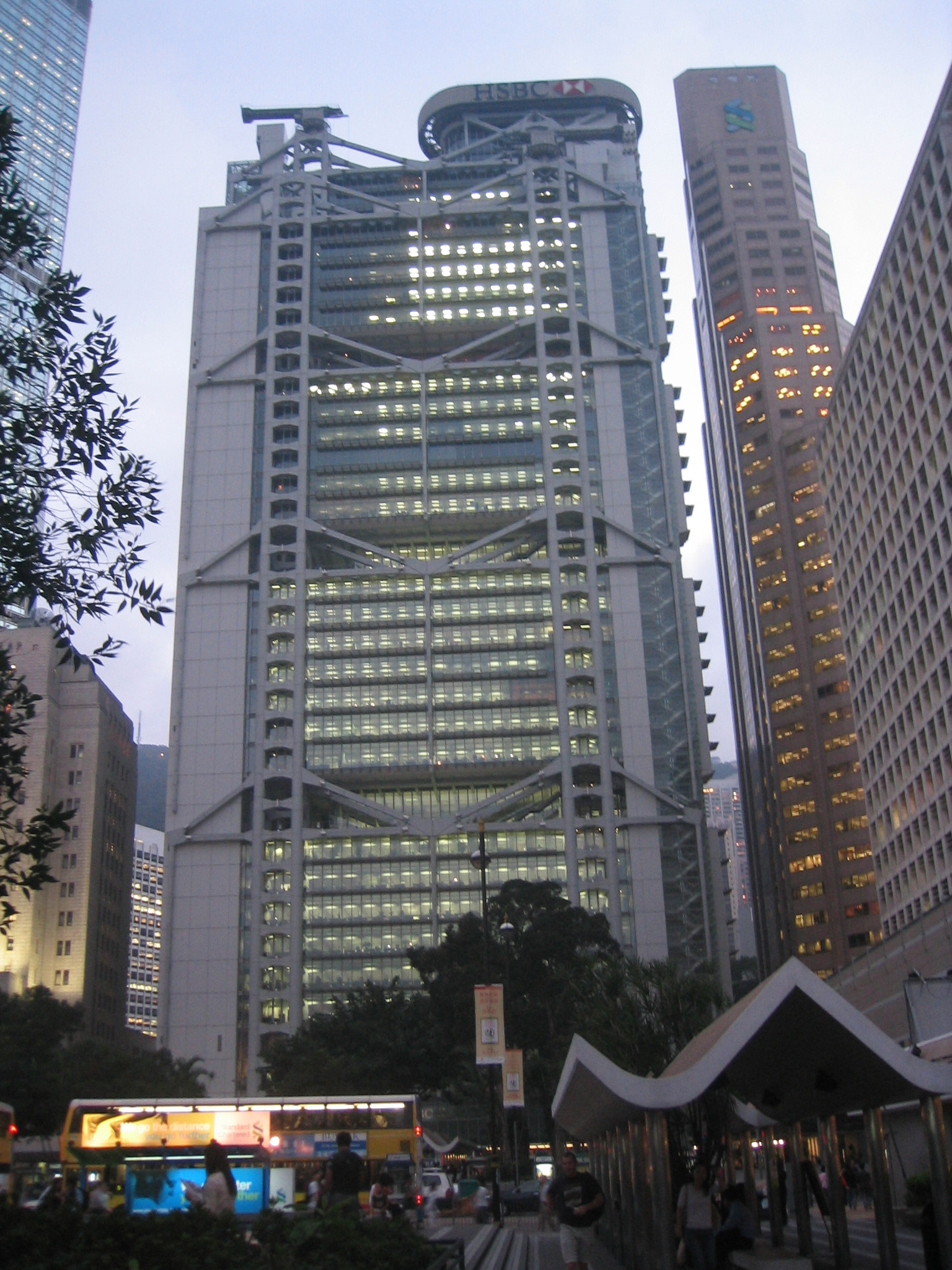
A Torre HSBC, concluída em 1985, é um exemplo de arquitetura high-tech.

A Arquitetura High-Tech, ou de Alta Tecnologia, é uma corrente da arquitetura, emergente nos anos 70, muito centrada no emprego de materiais de tecnologia avançada nas construções, como o próprio nome indica. No Design, também, teve forte marcação. Historiadores classificam-na dentro de um chamado Tardo-modernismo, juntamente com outras atitudes estéticas, como o Slick-tech, numa alusão aos valores contrapostos às atitudes pós-modernas associadas a este tipo de intervenção que caracteriza a High-Tech. Um exemplo famoso deste tipo de arquitetura é o Centro Pompidou em Paris, projetado por Richard Rogers e Renzo Piano.

## Principais representantes
- Michael Hopkins
- Renzo Piano
- Richard Rogers

## Alguns exemplos de arquitetura high-tech
- High-Tech Modern Architecture